# Otto Hermans
Otto Hermans (Schimmert, 29 maart  1950) is een Nederlands tandarts en politicus. In de Eerste Kamer was hij in de periode 2019-2023 lid van de Forum voor Democratie-fractie en lid van de Fractie-Nanninga.

## Biografie
Hermans doorliep het Stedelijk Lyceum in Maastricht en studeerde techniek aan de Technische Hogeschool Eindhoven en tandheelkunde aan de Katholieke Universiteit Nijmegen. Tussen 1978 en 2008 had hij een eigen tandartspraktijk in Valkenburg. Hierna was hij werkzaam als implantoloog en freelance tandarts.
Bij de Eerste Kamerverkiezingen 2019 werd Hermans als lijstduwer met voorkeurstemmen verkozen maar nam de benoeming niet aan. Van 10 september tot en met 12 november 2019 was hij lid van de Eerste Kamer in een tijdelijke vacature als vervanger van Nicki Pouw-Verweij die met zwangerschapsverlof was.
Na de Brexit op 31 januari 2020 kreeg Hermans de voorkeur boven Robert Baljeu (Groep Otten) door uitgebrachte voorkeursstemmen bij de Eerste Kamerverkiezingen 2019 op hem en Hugo Berkhout waardoor hij per 18 februari 2020 terugkeerde in de Eerste Kamer.
Sinds 29 november 2020 maakt Hermans in de Eerste Kamer geen deel meer uit van de FVD-fractie. Hij heeft zich aangesloten bij de afsplitsing Fractie-Van Pareren die in februari 2021 verder ging als Fractie-Nanninga. Hij is lid geworden van JA21. Hij bleef Eerste Kamerlid tot en met het einde van de zittingsperiode op 12 juni 2023.
- Parlement.com: vkz29vl0o7ea